# 천덕로
천덕로(Cheondeok-ro)는 제주특별자치도 제주시 애월읍 곽지사거리 에서 어음1교차로를 잇는 제주특별자치도의 도로이다. 

## 주요 경유지
제주특별자치도
- 제주시 (애월읍)

## 노선
| 이름            | 접속 노선                      | 소재지 | 소재지 | 비고 |
| --------------- | ------------------------------ | ------ | ------ | ---- |
| 곽지사거리      | 지방도 제1132호선 (일주서로)   | 제주시 | 애월읍 |      |
| 납읍리 교차로   | 지방도 제1136호선 (중산간서로) | 제주시 | 애월읍 |      |
| 어음6교         |                                | 제주시 | 애월읍 |      |
| 어음1 교차로    | 지방도 제1121호선 (금가로)     | 제주시 | 애월읍 |      |
| 어음 교차로     | 지방도 제1135호선 (평화로)     | 제주시 | 애월읍 |      |
| 산복서로와 직결 |                                |        |        |      |

## 주요 건물 및 시설
- 세븐일레븐 제주애월천덕점 (제주특별자치도 애월읍  397)